# Ricky Rosselló
Ricardo Antonio Rosselló Nevares (San Juan, Puerto Rico, 7 maart 1979) is een Puerto Ricaans politicus. Tussen 2017 en 2019 was hij de gouverneur van Puerto Rico. Hij is lid van de Partido Nuevo Progresista en van de Amerikaanse Democratische Partij. Daarnaast is hij ook een gerenommeerd academicus en tennisser. Hij is de zoon van voormalig gouverneur Pedro Rosselló.

## Levensloop
Rosselló werd in 1979 geboren in San Juan, Puerto Rico als de jongste van drie zonen van Pedro Rosselló en Maga Nevares. Tijdens zijn middelbare school won hij driemaal het junior tenniskampioenschap van Puerto Rico en werd hij ook geselecteerd voor de Internationale Wiskunde Olympiade.
Tijdens zijn universitaire studies richtte hij zich op de exacte wetenschappen. Eerst studeerde hij af als bio-ingenieur en econoom aan het Massachusetts Institute of Technology en daarna behaalde hij een doctoraat in de bio-ingenieurswetenschappen aan de Universiteit van Michigan. Tijdens zijn studies was hij voorzitter van de Puerto Ricaanse studentenvereniging en won hij verschillende onderscheidingen, zowel voor zijn leiderschap als voor zijn academische prestaties. Zijn onderzoek richtte zich vooral op volwassen stamcellen.

## Politieke carrière
Tijdens de kandidatuur van zijn vader voor een derde, niet-opeenvolgende termijn als gouverneur raakte Rosselló voor het eerst betrokken bij de politiek. Luis Fortuño versloeg Pedro Rosselló echter en de jonge Rosselló richtte zich op een carrière als opiniemaker en journalist, over onderwerpen als politiek, wetenschappen en economie. Hij was een afgevaardigde voor de conventie van de Democratische Partij voor Hillary Clinton in 2008 en voor Barack Obama in 2012. Hij was ook de stichter van Boricua ¡Ahora Es!, een politieke vereniging die strijdt tegen de huidige politieke status van Puerto Rico en die van Puerto Rico een staat van de VS wil maken.
In 2012 werd hij al genoemd als kandidaat voor het gouverneurschap, maar uiteindelijk nam hij pas in 2016 deel aan de verkiezingen. Tijdens de voorverkiezingen binnen de Partido Nuevo Progresista nam hij het op tegen Resident Commissioner Pedro Pierluisi en behaalde met een nipte meerderheid de overwinning. Zijn strijd tegen Puerto Rico's politieke status ten voordele van het bekomen van een volwaardige staat van de Verenigde Staten was een belangrijk element binnen zijn campagne. Uiteindelijk versloeg hij David Bernier en vier andere kandidaten en werd hij gouverneur met 41% van de stemmen. Hij legde de eed af op 2 januari 2017.
Rosselló is liberaal met betrekking tot economische zaken, maar eerder een centrist qua sociale politiek. Zo steunt hij medicinale cannabis maar niet voor recreatief gebruik. Hij steunt ook lgbt-rechten, maar is tegen het homohuwelijk.

### Telegram-schandaal
Rosselló kwam in juli 2019 onder vuur te liggen toen tekstberichten uitlekten van een Telegram-chat van de gouverneur met topmedewerkers. Daarin werd onder meer de spot gedreven met slachtoffers van de orkaan Maria. Ook deed Rosselló homofobe en vrouwonvriendelijke uitspraken. In eerste instantie wilde Rosselló niet opstappen als gouverneur maar liet hij weten zich niet verkiesbaar te stellen voor een volgende termijn. Betogers gingen vervolgens dagenlang massaal de straat op, waarna Rosselló alsnog aangaf op te stappen. Dit deed hij uiteindelijk op 2 augustus 2019. Hij werd opgevolgd door Pedro Pierluisi, hoewel die op dat moment geen steun genoot van de senaat van Puerto Rico.
- Gemeinsame Normdatei: 1191370534
- International Standard Name Identifier: 0000 0004 2034 6965
- Library of Congress Control Number: no2013116428
- Nationale Bibliotheek van Tsjechië: ola20251248613
- Virtual International Authority File: 305372579
- WorldCat: E39PBJptVFdmmCPw6VQ7wyrKBP